# Guerre de Child

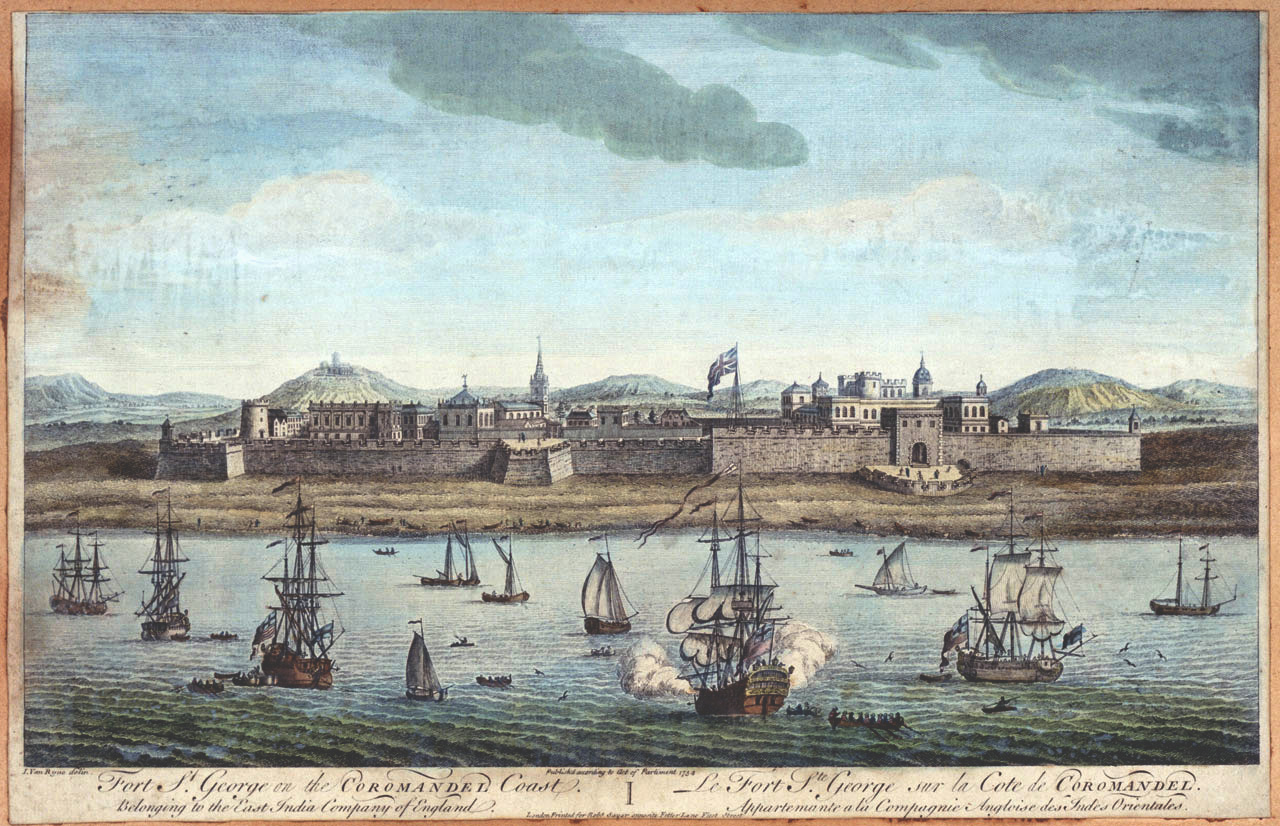
En 1702, Daud Khan, le Subedar local de l'Empire moghol du Carnatique, assiège Fort St. George pendant plus de trois mois.

La guerre anglo-moghole,, également connue sous le nom de guerre de Child, est la première guerre anglo-indienne (en) sur le sous-continent indien.

## Événements
La Compagnie britannique des Indes orientales a un monopole de l’Ouest et du Sud-Ouest de l’Inde moghole. En 1682, William Hedges est envoyé au nom de la Compagnie pour négocier avec Shaista Khan, qui gère le Bengale moghol, et étendre ce monopole dans toutes les provinces mogholes.
En 1685, après une rupture des négociations par Josiah Child, le gouverneur du Bengale réagit en augmentant les taxes de 2% à 3,5%. La compagnie refuse et tente d’imposer de nouvelles conditions en faveur de sa puissance commerciale, menaçant d’envahir Chittagong, d'établir une enclave fortifiée dans toute la région et d'obtenir l'indépendance de la subah environnante en contrôlant les gouverneurs locaux et la rivière Hooghly. Cela lui permettrait plus tard de nouer des relations avec le royaume de Mrauk U basé à Arakan (qui correspond aujourd’hui au Myanmar) et de détenir un pouvoir substantiel dans le golfe du Bengale. 
En 1686, de nouvelles négociations commencent à Chuttanutty. Les Moghols les prolongent le plus longtemps possible, afin de pouvoir rassembler leurs troupes. Les Anglais sont alors repoussés sur l'île d'Ingelee, à l'embouchure de la rivière Hooghly. Il s’agit d’un marais couvert d'herbes hautes et sans eau douce. En trois mois, la moitié des troupes anglaises meurent de maladie.
Le roi Jacques II envoie des navires de guerre pour soutenir la compagnie, mais l'expédition échoue. À la suite de l'envoi de douze navires de guerre et de troupes, plusieurs batailles ont lieu, menant au siège du port de Bombay et au bombardement de Balasore. De nouveaux traités de paix sont négociés et la Compagnie des Indes orientales communique avec Aurangzeb au sujet des Portugais à Hooghly et de l'intolérance religieuse de la communauté tamoule à Madras, tout en faisant l’éloge de l’empereur. Pendant les négociations, trois soldats anglais, se promenant sur le marché de Hooghly, se disputent avec des fonctionnaires moghols et sont sévèrement battus. Les Anglais envoient alors leurs forces armées, mettant fin aux discussions.
Les forces navales anglaises installent un blocus des ports moghols sur la côte ouest de l'Inde et s’engagent dans plusieurs batailles avec l'armée moghole. Des navires avec des pèlerins musulmans à la Mecque sont également capturés,,. Le blocus commence à affecter les grandes villes comme Chittagong, Madras et Mumbai ; l’empereur reprend en parallèle les négociations avec les Anglais,. Cependant, la Compagnie envoie des renforts commandés par le capitaine Heath qui, à son arrivée, rejette le traité en instance et bombarde Balasore. Il navigue ensuite vers Chittagong, où il est repoussé, et débarque à Madras. Cela entraîne une intervention d’Aurangzeb, qui saisit toutes les usines de la compagnie et arrête les membres de son armée, tandis que les forces de la Compagnie commandées par Josiah Child capture d'autres navires de commerce moghols ; les possessions de la Compagnie sont réduites aux villes fortifiées de Madras et de Bombay,.  
En 1689, la flotte moghole de Janjira, commandée par le Sidi Yaqub et composée de Mappila de l'empire éthiopien, bloque Fort William.  Après un an de résistance, la famine éclate à cause du blocus, la Compagnie se rend et, en 1690, elle envoie des émissaires à la cour d'Aurangzeb pour demander grâce et renouveler les accords de commerce. Les envoyés de la compagnie doivent se prosterner devant l'empereur, payer une importante amende impériale de 150 000 roupies (environ l'équivalent de 4,4 millions de dollars aujourd'hui) et promettre de changer de comportement,,. L'empereur Aurangzeb ordonne alors la levée le siège de Bombay, où la Compagnie se rétablit ; elle installe ensuite une nouvelle base à Calcutta. 